# 日本真珠会館
日本眞珠會館（にほんしんじゅかいかん）は、兵庫県神戸市の旧居留地東町筋にあった建築物。「近代化産業遺産」に認定されていた。

## 概要
神戸は第二次世界大戦前から西日本産真珠の集散地となっており、日本真珠会館は兵庫県下における真珠取引と真珠業界の復興の拠点として兵庫県と関西真珠協同組合が共同で建設し、1952年（昭和27年）に竣工した 。
設計者は兵庫県営繕課で、設計の中心となった光安義光（後に営繕課長）が設計者として紹介されることもある。建物の外観は柱や壁面などの骨格をそのまま見せ、水平と垂直の構成を強調したモダニズム建築である。内部にはモダンな照明器具、テーブル、椅子などがあり、螺旋階段が設置されている。竣工後間もない1954年には昭和天皇・皇后が訪れている。
1980年に日本真珠輸出組合の所有となり、2008年6月1日に1階ロビーに真珠をテーマとする博物館「神戸パールミュージアム」が設けられた。
1990年代になるとモダニズム建築の秀作として高く評価されるようになり、近代化産業遺産および国の登録有形文化財に登録、DOCOMOMO JAPAN選定 日本におけるモダン・ムーブメントの建築などにも定められていた。
しかし、建物の老朽化に伴い、2023年3月末で閉鎖された。跡地には新たな複合施設を建設し、日本真珠会館、神戸パールミュージアムを再オープンする予定。

## 施設
- 1階 - 日本真珠輸出組合事務所、神戸パールミュージアム
- 2-3階 - 真珠品質検定所、真珠交換室（残響1.5秒という音楽ホール並の音響設計がなされている）
- 4階 - 入札会場

## 建築概要
- 設計 - 光安義光（兵庫県営繕課技術第三係、後の兵庫県建築設計監理協会会長）
- 施工 - 竹中工務店
- 竣工 - 1952年[10]
- 構造・規模 - 鉄筋コンクリート造り、地下1階、地上4階建、1階黒御影石張り、2・3階乳白色タイル張り
- 建築面積 - 113.07坪（竣工当時）[10]
- 延床面積 - 539.07坪（竣工当時）[10]
- 備考 - 国の登録有形文化財（2005年7月12日）

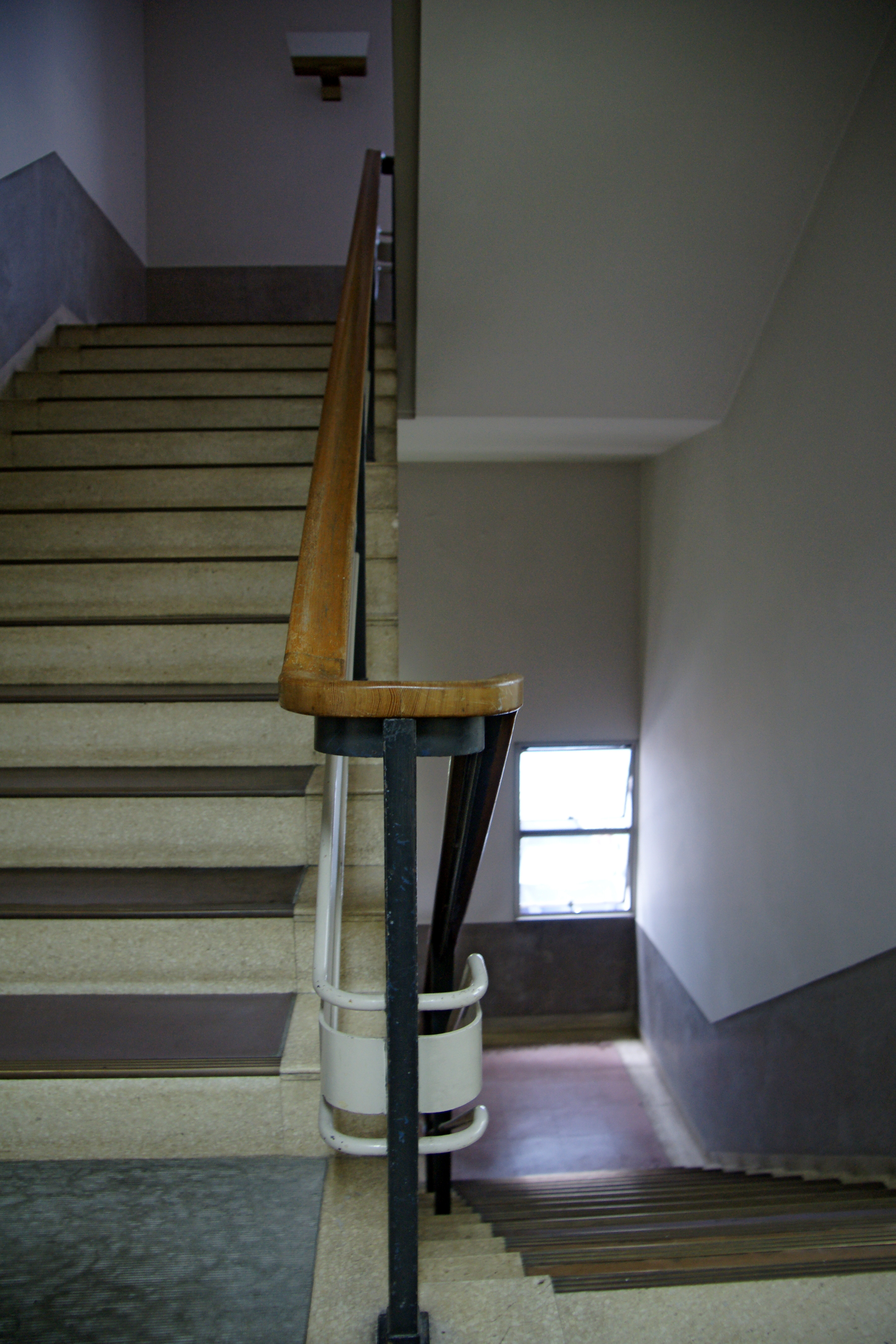
階段
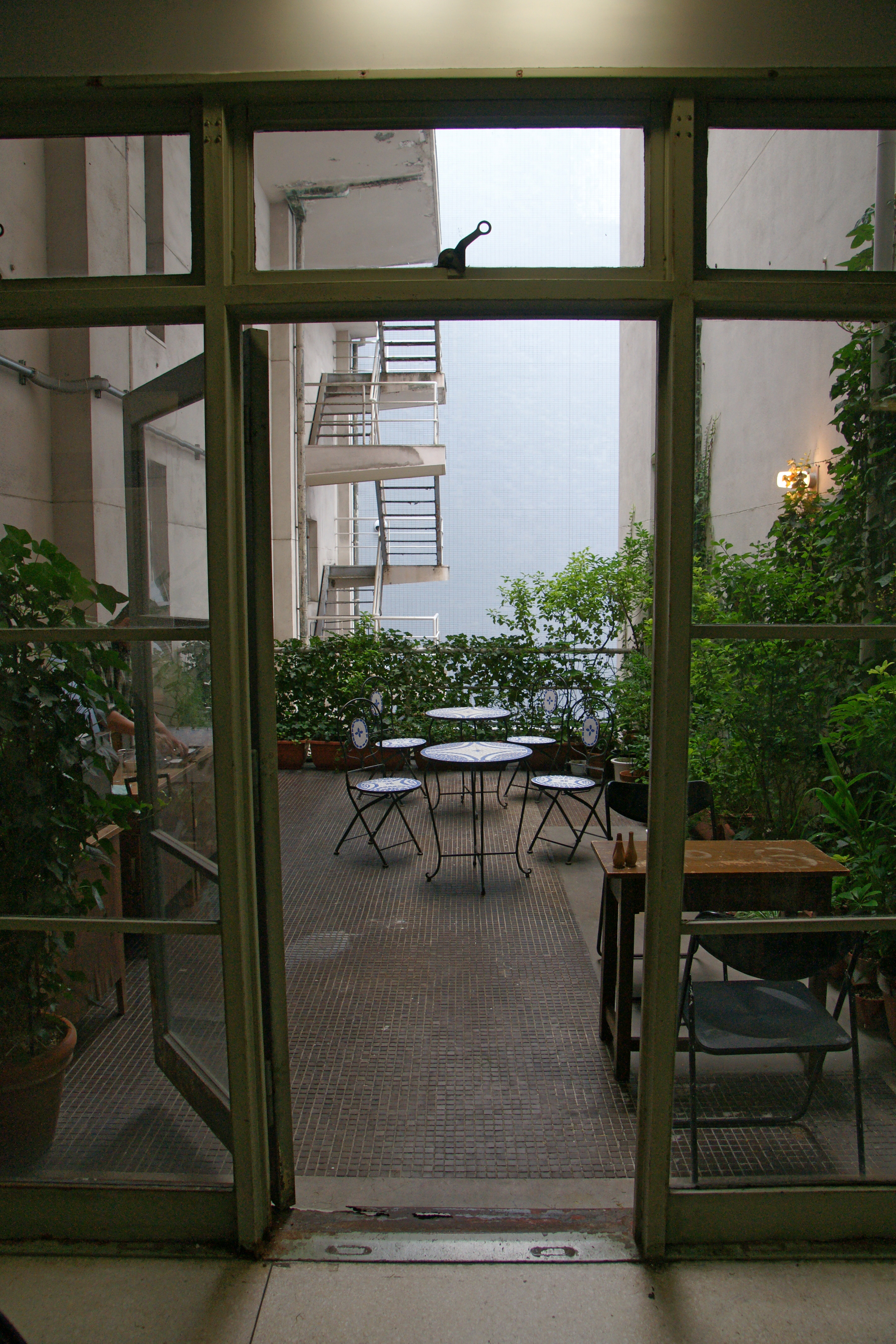
テラス
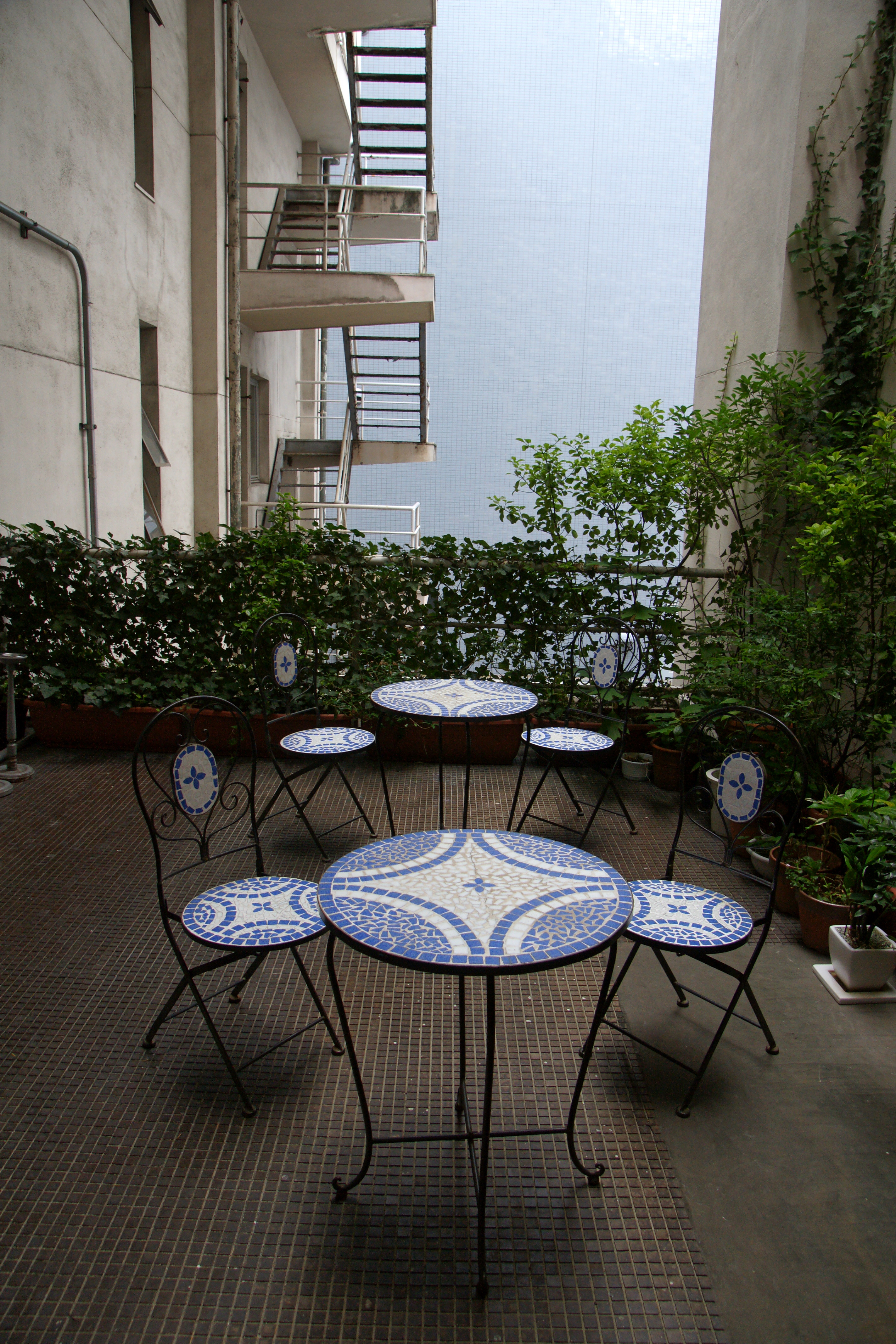
テラス

## 神戸パールミュージアム
神戸パールミュージアム（こうべパールミュージアム）は、2008年（平成20年）6月1日に日本真珠会館1階にオープンした真珠をテーマにした博物館。
館内には神戸や真珠の歴史のほか、真珠の種類や成長過程などを模型や実物を使って展示していた。
しかし、2023年（令和5年）3月末をもって日本真珠会館が老朽化により閉館。これに伴いミュージアムは休館しており、収蔵品は神戸ファッション美術館に寄託されている。
なお、ファッション美術館3階ライブラリーには神戸パールミュージアムの展示コーナーが設置されており、こちらでかつての展示物をみることができる。

## 交通アクセス
- 阪神 神戸三宮駅 徒歩7分
- JR西日本 三ノ宮駅 徒歩8分
- 神戸市営地下鉄海岸線 旧居留地・大丸前駅 徒歩9分
- 阪急 神戸三宮駅 徒歩9分
- JR西日本 元町駅 徒歩10分
- 阪神 元町駅 徒歩10分
- 神戸市営地下鉄山手線 三宮駅 徒歩10分
- ポートライナー 三宮駅 徒歩10分
- 山陽新幹線 新神戸駅 車10分

## 近隣施設
- 東遊園地
- 国土交通省近畿地方整備局港湾空港部
- 神戸関電ビルディング
- アーバンライフ神戸三宮ザ・タワー